# Le Capitan (film, 1946)
Pour les articles homonymes, voir Le Capitan (homonymie).
Pour plus de détails, voir Fiche technique et Distribution.
Le Capitan est un film français réalisé par Robert Vernay, sorti en 1946, d'après le roman de Michel Zévaco. Il est constitué de deux époques, une première partie intitulée Flamberge au vent, et une seconde nommée Le Chevalier du Roi. Ce film a fait l'objet d'une restauration par les Archives françaises du film du CNC.
Il a également fait l'objet d'un remake en couleur d'André Hunebelle sorti en 1960, avec Jean Marais et Bourvil, également intitulé Le Capitan.

## Synopsis
En 1615, à l'époque de la régence de Marie de Médicis, un gentilhomme gascon, Adhémar de Capestang, qu'on surnommera le Capitan, se rend à Paris. En chemin, il a l'occasion de sauver une jeune fille que deux individus tentent d'enlever. L'un d'eux n'est autre que Concino Concini, que le jeune homme provoque en duel, le blessant au bras. La jeune fille en question est Gisèle d'Angoulême, la fille du duc d'Angoulême qui est à la tête d'un groupe de Grands du royaume conspirant en vue de renverser la régence, de chasser Concini et son épouse Léonora Galigaï et de remplacer le roi. Muni des rubans de Gisèle d'Angoulême dont il est tombé amoureux, Capestang parvient à infiltrer une réunion des factieux, qu'il tente de gagner à la cause du jeune Louis XIII, puis à se faire admettre à la cour où il devient l'ami du roi, séduit par ses talents d'imitateur du chant d'oiseaux. Concini le reconnaissant, il cherche à le faire disparaître à plusieurs reprises, mais Capestang échappe aux diverses tentatives.

La deuxième époque s'achève avec l'exécution de Concini, l'éloignement de la reine mère à Blois et le début du règne personnel du Louis XIII. De son côté, Capestang peut épouser Gisèle, union bénie par le roi.

## Fiche technique
- Titre original : Le Capitan
- Réalisation : Robert Vernay
- Scénario : Robert Vernay, Bernard Zimmer, d'après le roman de Michel Zévaco
- Décors : René Renoux
- Costumes : Jacques Manuel
- Photographie : Victor Arménise
- Montage : Jeannette Berton
- Musique : Jean Wiener
- Production : Compagnie Franco-Coloniale Cinématographique (CFCC)
- Distribution : René Chateau Distribution
- Directeur de production : Thomy Bourdelle
- Pays :  France
- Format :  Noir et blanc - 1,37:1 - 35 mm - Son mono
- Genre : Film d'aventure, Film de cape et d'épée
- Durée : 80 minutes (première époque) et 90 minutes (seconde époque)
- Date de sortie : 
  - France : 27 mars 1946
- Affiche : Boris Grinsson (France)

## Distribution
- Pierre Renoir : le duc d'Angoulême
- Claude Génia : Gisèle d'Angoulême
- Jean Pâqui : Capestang
- Aimé Clariond : Concini
- Lise Delamare : Léonora Galigaï
- Jean Tissier : Cogolin
- Maurice Escande : le prince de Condé
- Sophie Desmarets : Marion Delorme
- Alexandre Rignault : Rinaldo
- Serge Emrich : le jeune roi Louis XIII
- Huguette Duflos : Marie de Médicis
- Robert Manuel : le comte Hercule de Nesle
- Lucas Gridoux : Samuel
- Georges Marny : le cardinal de Richelieu
- Pierre Magnier : le médecin du roi
- Armand Lurville : le vieux banquier
- Jean Marconi
- Nicole Chollet
- Palmyre Levasseur
- Germaine Stainval
- Zélie Yzelle
- Georges Pally
- Léon Bary